# Aleš Jakůbek
Aleš Jakůbek (* 26. září 1981, Brno) je bývalý český florbalový obránce a reprezentant, pětinásobný mistr Česka, vicemistr Švýcarska a vicemistr světa z roku 2004. V nejvyšších florbalových soutěžích Česka a Švýcarska hrál v letech 2000 až 2016.

## Klubová kariéra
Jakůbek v dětství hrál hokej, ze kterého v patnácti letech přešel na florbal, se kterým na vrcholové úrovni začal v pražském Tatranu Střešovice. V nejvyšší soutěži nastoupil za Tatran poprvé v sezóně 1998/1999, ale stálé místo v sestavě získal až o dvě sezóny později, kdy také získal svůj první mistrovský titul. V Tatranu odehrál ještě další čtyři ročníky, všechny vítězné.
V roce 2005 po úspěšném působení na Mistrovství světa 2004 přestoupil do švýcarské National League A do klubu Grasshopper Club Zürich. Za Curych hrál osm let, částečně i v roli kapitána. Největším úspěchem během jeho působení bylo vítězství v poháru v roce 2011 a vicemistrovský titul v sezóně 2011/2012. V roce 2010 v týmu krátce hrál s Radimem Cepkem a v sezóně 2012/2013 s Pavlem Brusem, Petrem Kožušníkem a Vojtěchem Skalíkem.
V roce 2013 se vrátil do Česka a začal hrát v rodném městě za Bulldogs Brno, kde se stal nejproduktivnějším obráncem týmu. Později v týmu působil i jako kapitán, včetně sezóny 2014/2015, kdy přispěl Brnu čtyřmi brankami k prvnímu postupu do semifinále po deseti letech. Po ročníku 2015/2016, ve kterém Brno znovu a naposledy postoupilo do semifinále, skončil s vrcholovou kariérou. V roce 2018 ještě krátce nastoupil do play-down, aby pomohl Brnu udržet se v Superlize.

## Reprezentační kariéra
Jakůbek reprezentoval Česko na šesti Mistrovstvích světa mezi lety 2002 a 2012. Patří tak k hráčům s nejvyšším počtem účastí a má pátý nejvyšší počet odehraných zápasů v reprezentaci. Na Mistrovství v roce 2004 získal první českou stříbrnou medaili. V roce 2010 přidal ještě bronz, a po Radimu Cepkovi se stal druhým florbalistou, který odehrál v české reprezentaci přes 100 zápasů. Byl v širší nominaci ještě v roce 2014, ale na mistrovství se nakonec nedostal.
| Umístění | Soutěž                             |
| -------- | ---------------------------------- |
| 4.       | Mistrovství světa ve florbale 2002 |
|          | Mistrovství světa ve florbale 2004 |
| 4.       | Mistrovství světa ve florbale 2006 |
| 4.       | Mistrovství světa ve florbale 2008 |
|          | Mistrovství světa ve florbale 2010 |
| 7.       | Mistrovství světa ve florbale 2012 |

## Televize
Po konci hráčské kariéry působí externě jako florbalový expert v České televizi.